# Mariusz Lemańczyk
Mariusz Tomasz Lemańczyk (Toruń, 2 de março de 1958) é um matemático polonês, conhecido por suas contribuições em teoria ergódica e sistemas dinâmicos. Graduado em matemática pela Universidade Nicolau Copérnico de Toruń em 1981, completou um doutorado em 1985. Em 1987 recebeu o Prêmio Kazimierz Kuratowski, considerado um dos mais prestigiosos prêmios para jovens matemáticos poloneses. Obteve a habilitação na Universidade de Varsóvia em 1991, após o que ele se juntou ao corpo docente da Universidade Nicolau Copérnico de Toruń. Em 1997, recebeu o Prêmio Stefan Banach da Sociedade Matemática Polonesa. Em 2016 ocupou a Cátedra Jean-Morlet no Centre International de Rencontres Mathématiques.
Para o Congresso Internacional de Matemáticos de 2022 em São Petersburgo está listado como palestrante convidado.